# Río Grande (Coclé)
Río Grande es un corregimiento del distrito de Penonomé en la provincia de Coclé (República de Panamá).

## Toponimia
Es un poblado ubicado en una llanura a orillas del Río Grande, que nace en el área montañosa de las provincias de Coclé y Veraguas, y que era la vía más accesible de indígenas y españoles para el comercio. Fue el lugar de asiento de los primeros caseríos.
Desde Rio Grande se puede apreciar la belleza de los cerros Guacamaya y Los Picachos de Olá, e igualmente tenemos los cerros La Candelaria y el Escoria, los cuales se pueden subir y se logra divisar una extensa parte de Coclé.

## Historia

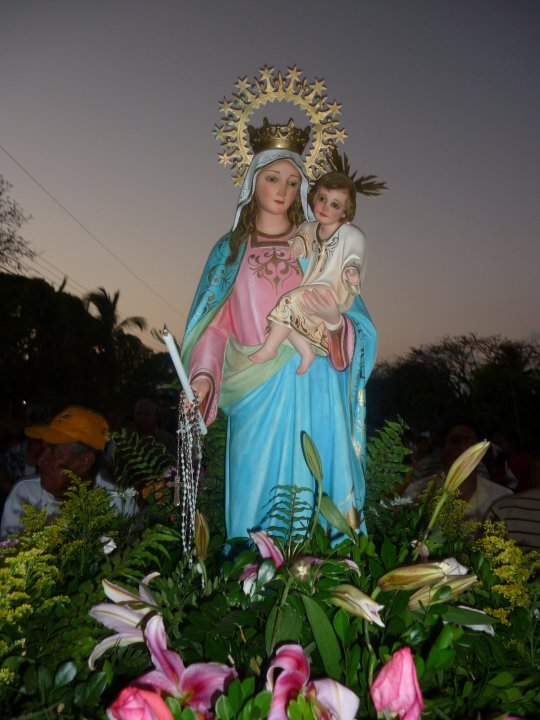
Virgen de la Candelaria, conmemorada el 2 de febrero de cada año.

En 1940 la Universidad Estatal de Pensilvania realizó una expedición en los terrenos de la Familia Conte (conocido como Sitio conte) en las riveras del Río Grande. Las excavaciones descubrieron un cementerio precolombino que data de los años 450-900 A.C, y que contenía piezas de orfebrería y cerámica pintada. En Rio Grande nacieron los hermanos Harmodio Arias Madrid y Arnulfo Arias Madrid quienes llegaron a ser Presidentes de La República.

## Geografía
El corregimiento tiene una extensión territorial de 93.2 km² y una densidad poblacional de 30.5 habitantes por km². Dista 17 kilómetros de la ciudad de Penonomé.
El Corregimiento de Río Grande está compuesto por las siguientes Comunidades: Río Grande, La Candelaria, Llano Apóstol, Ciruelito y Garicín. En la comunidad de Río Grande o Rio Grande Abajo(es como se conoce el área de la carretera Interamericana hacia el sur, allí están ubicadas la Telegrafía, La Corregiduria y el Centro de Salud) el 24 de junio se celebra la Fiesta de San Juan, se celebra la fiesta de La Virgen del Carmen el 16 de julio de cada año. En la Comunidad de La Candelaria se lleva a cabo las Festividades en honor a Nuestra Señora de la Candelaria el 2 de febrero de Cada Año, que dicho sea de paso coinciden con los Carnavales. En la Comunidad de Llano Apóstol se conmemora el Día de La Santísima Cruz el 3 de mayo de cada año. En la Comunidad de Ciruelito se Conmemora Jesús de los Milagros en el Mes de septiembre de Cada Año.

## Demografía
Según el censo de mayo de 2010 este corregimiento cuenta con:
- 1 099 viviendas
- 1 575 hombres
- 1 542 mujeres

siendo un total de habitantes de 3 117 personas.

## Economía y ganadería
La economía de Río Grande es predominantemente rural y agrícola. La mayoría de los residentes dependen de la agricultura para su sustento, aunque hay también actividades ganaderas y un incipiente turismo ecológico.
Este corregimiento se dedica a la siembra de arroz, cultivo de tomate, melón y sandía para la venta; también se registran ganaderos.
Estos productos no solo se cultivan para el consumo local, sino también para la venta en otros mercados del país. 
En cuanto a la ganadería, se practica principalmente la cría de ganado vacuno para carne y leche, además de la cría de aves y cerdos a menor escala.

## Festividades
Río Grande celebra varias fiestas tradicionales de gran arraigo cultural y religioso:
Fiesta de San Juan – 24 de junio en la comunidad de Río Grande.
Virgen del Carmen – 16 de julio.
Nuestra Señora de la Candelaria – 2 de febrero en La Candelaria.
Día de la Santísima Cruz – 3 de mayo en Llano Apóstol.
Jesús de los Milagros – Celebración en septiembre en Ciruelito.
Estas fiestas incluyen procesiones, misas, ferias, bailes típicos y eventos comunitarios que reúnen a los habitantes y visitantes de la región.